# Sucar
Antonio Salvador Sucar (Lules, 14 de junho de 1939 – São Paulo, 31 de dezembro de 2018) foi um jogador de basquetebol brasileiro, campeão mundial em 1963 e duas vezes medalhista olímpico com a seleção brasileira.
Nascido em Lules, na província argentina de Tucumán, Sucar se naturalizou brasileiro aos 20 anos de idade. 
Participou de três edições de Jogos Olímpicos pelo Brasil, conquistando a medalha de bronze em Roma 1960 e Tóquio 1964. Na Olimpíada de 1968, na Cidade do México, quase repetiu o feito, mas a equipe brasileira finalizou em quarto lugar.
Em 1963 integrou a equipe que conquistou o Campeonato Mundial realizado no Brasil, principal título de sua carreira. No mesmo ano obteve uma medalha de prata nos Jogos Pan-Americanos de São Paulo. Nesse mesmo período foi campeão por três vezes do Campeonato Sul-Americano (1960, 1961 e 1963).
Nos clubes fez grande carreira no Esporte Clube Sírio, onde conquistou cinco títulos paulista, três títulos nacionais, cinco títulos sul-americanos e o vice-campeonato mundial interclubes em 1973.
Trabalhou em São Paulo, como empreendedor imobiliário, onde veio a falecer no dia 31 de dezembro de 2018 aos 79 anos.